# リチャード・B・ラッセル (原子力潜水艦)
|           |                                    |
| 艦歴      |                                    |
| 発注:     | 1969年7月25日                      |
| 起工:     | 1971年10月19日                     |
| 進水:     | 1974年1月12日                      |
| 就役:     | 1975年8月16日                      |
| 退役:     | 1993年7月1日                       |
| 除籍:     | 1994年6月24日                      |
| その後:   | 原子力艦再利用プログラム           |
| 性能諸元  |                                    |
| 排水量:   | 4,364トン                          |
| 全長:     | 90.8 m (298 ft)                    |
| 全幅:     | 31 ft 8 in                         |
| 吃水:     | 26 ft                              |
| 機関:     | S3G Core 3 reactor S5W Steam Plant |
| 最大速:   | 20+ ノット                         |
| 乗員:     | 士官14名、兵員112名                |
| 兵装:     | 21インチ魚雷発射管4基、SUBROC      |
| モットー: |                                    |

リチャード・B・ラッセル (USS Richard B. Russell, SSN-687) は、アメリカ海軍の原子力潜水艦。スタージョン級原子力潜水艦の37番艦。艦名はジョージア州選出上院議員、リチャード・B・ラッセル・ジュニアに因んで命名された。

## 艦歴
リチャード・B・ラッセルの建造は1969年7月25日にバージニア州ニューポート・ニューズのニューポート・ニューズ造船所に発注され、1971年10月19日にイナ・ラッセル・ステーシー（ラッセル上院議員の妹）によって起工した。1974年1月12日にハーマン・E・タルマージ夫人（タルマージ上院議員の妻）によって命名、進水し、1975年8月16日に就役した。
1977年8月、ラッセルはアンテナ・ブイを収めた巨大なハウジングがセイル後部の船体に増設された。（後に建造された潜水艦はアンテナ・ブイを船体フェアリングに内蔵することとなった。）このハウジングはユニークな特徴として「ラッセル・バスル Russell Bustle」として知られるようになった。
1980年に5ヶ月の地中海配備を完了する。1981年には北海での配備を完了し、その功績で殊勲部隊章を受章する。1982年にラッセルはパナマ運河を通過しメア・アイランド海軍工廠で拡張オーバーホールを行う。この間にラッセルは特殊任務艦への改修が決定し、オーバーホール後の短期任務の後広範囲な修正が行われた。ラッセルは第1潜水艦開発部隊に配属され、いくつかの作戦活動に対して殊勲部隊章が授与された。
リチャード・B・ラッセルは1993年7月1日に予備役となる。1994年6月24日に退役、除籍され、ワシントン州ブレマートンで2001年10月1日まで保管された。その後原子力艦再利用プログラムに基づき2002年9月19日に解体された。